# 10일 전쟁
10일 전쟁(十日戰爭, 슬로베니아어: desetdnevna vojna) 또는 슬로베니아 독립 전쟁(슬로베니아어: slovenska osamosvojitvena vojna)은 1991년 6월 25일 슬로베니아가 독립 선포를 하자 유고슬라비아와 슬로베니아 사이 일어났던 짧은 전쟁이다. 양측은 각각 슬로베니아 영토방위군(슬로베니아어: Teritorialna obramba Republike Slovenije)과 유고슬라비아 인민군(JNA)을 동원하여 전투를 치렀다. 1991년 6월 27일부터 브리유니 협정으로 종전선언을 한 7월 7일까지 딱 10일 동안 전쟁을 했기 때문에 10일 전쟁(영어: Ten day War), 일주일 전쟁(슬로베니아어: vikend-vojna) 또는 열흘 전쟁이라고 부르기도 한다. 이 전쟁은 유고슬라비아 전쟁의 시작을 알린 전쟁이다.

## 배경
유고슬라비아의 대통령인 요시프 브로즈 티토가 사망한 1980년부터는 유고슬라비아 내의 근본적인 정치, 민족, 종교, 경제적 긴장이 표면으로 올라왔다. 1986년부터 세르비아 공산주의자 동맹의 중앙위원회 위원장이었던 슬로보단 밀로셰비치는 1989년에 유고슬라비아 공화국 내에서 인구밀도가 가장 높았던 세르비아 사회주의 공화국의 대통령이 되었다. 밀로셰비치는 국가를 중앙집권화하여 권력을 연방 정부에 집중시키러 한 반면에, 다른 공화국 정부는 공화국과 자치 지역 각각에 헌법 권력을 주고 분산시키는 등 중앙집권화를 느슨하게 하기 위해 노력했다. 이후 6개 공화국 중 4개 공화국이 유고슬라비아에서 각각 탈퇴한다고 결정하기 전까지 공화국 대표 사이에서 이러한 갈등이 계속되었다. 슬로베니아는 유고슬라비아로부터 독립을 목표로 한 공화국 중 하나로 독일과 바티칸의 지원을 받아 독립 정책을 펼쳤다.
하지만 슬로베니아 내에서는 야당과 민주화된 공산주의 집단이 한데 모여 슬로베니아의 독립을 막고자 했고, 이에 슬로베니아 경찰은 1989년 "북쪽 조치"(Action North)라는 일련의 조치를 감행하였다. 1990년 4월 열린 슬로베니아 최초의 다당제 선거에서는 55% 이상의 지지율로 슬로베니아 민주야당(DEOMS 연합)이 승리하였다.

### 전쟁 준비

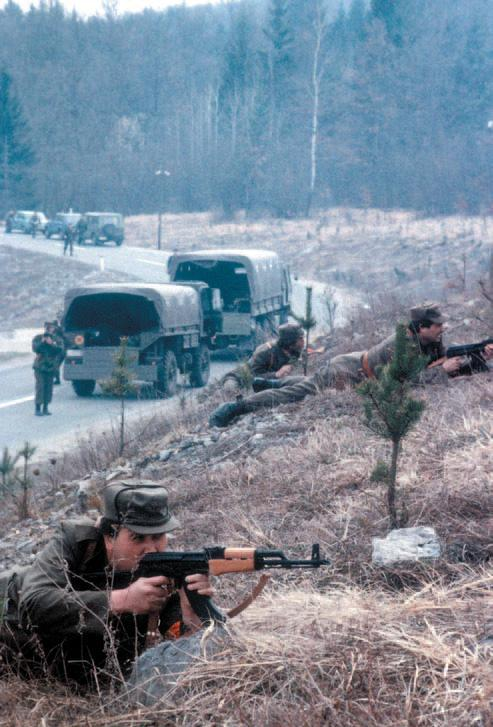
1991년 3월 열린 슬로베니아 영토방위군의 전군 군사 훈련 모습.

1990년 12월 23일, 슬로베니아에서 열린 독립 여부 국민투표에서 투표율 93.3%에 전체 유권자들 중 88.5%(투표자의 94.8%)가 독립을 지지하며 통과되었다. 슬로베니아 정부는 베오그라드의 유고슬라비아 연방정부가 슬로베니아의 독립 움직임을 저지하기 위해 군사력을 동원할 수도 있다는 것을 알고 있었다. 슬로베니아 국민투표 직후 유고슬라비아 인민군(JNA)은 유고 전국에 적용될 새로운 방위교리를 발표하였다. 이 방위교리는 티토 시대 있었던 각 공화국의 영토방위군(TO)에서 견지하던 "인민대중방위론" 교리를 폐기하고 중앙집권화된 새로운 군사 체계로 대체하는 안이었다. 유고슬라비아의 각 공화국들은 국방 주권을 잃어 각 공화국의 영토방위군은 무장해제 당했으며 베오그라드의 유고 인민군으로 군 체계가 전부 넘어갔다.
슬로베니아 정부는 무장 해제 움직임에 저항해 슬로베니아 영토방위군의 무기 대다수가 유고 인민군에 넘어가지 않게 막아냈다. 또한 1990년 9월 28일에는 슬로베니아의 헌법 개정안을 통과시켜 자국의 영토방위군을 슬로베니아 정부가 독자적으로 지휘할 수 있게 바꾸었다. 동시에 슬로베니아는 "마노에우레 국가보호조직"(Manevrska struktura narodne zaščite 또는 MSNZ)라고 하는 비밀스러운 대체지휘조직을 창설하였다. 이 조직은 슬로베니아 특유의 기존 구식 체계를 가져온 것으로 공화국이 민병처럼 방어체계를 즉석에서 바로 세우기 위해 만든 것이었다. 1990년 이전에는 구식의 무기에 머릿수도 적어 별 것 아닌 것으로 여겨졌다. 하지만 DEOMS 연합정부는 영토방위군을 슬로베니아 정부가 독자적으로 지휘할 수 있도록 병렬적인 MSNZ 조직을 이용하였다.
유고슬라비아 인민군이 슬로베니아 영토방위군 지휘권을 장악하러 하자 영토방위군의 지휘구조가 곧바로 MSNZ 조직으로 바뀌었다. 1990년 5월부터 10월 사이 연방 정부 모르게 약 21,000명의 슬로베니아 영토방위군과 경찰 인력을 MSNZ 지휘구조로 이전하였다. 여기에 슬로베니아 정부는 유고 인민군에 맞서는 군사 행동의 세부 계획도 짜기 시작해 실제 전쟁이 시작하기 약 7개월 전인 1990년 11월에 작전 및 전술 계획을 수립할 수 있었다.
슬로베니아는 자국이 유고 인민군을 오랫동안 막을 수 없다는 것을 알고 있었다. 국방 장관인 야네즈 얀샤는 비대칭 전투 방식을 기반으로 하는 전쟁 전략을 세웠다. 영토방위군은 대전차 무기와 대공 미사일로 유고 인민군을 기습공격하는 게릴라 작전을 사용하였다. 예를 들면 기동공간이 제한된 좁은 산길의 유리한 지형에서 전차 대열의 선두 및 후방 차량을 파괴하여 기동을 봉쇄하고 나머지를 쉽게 파괴할 수 있게 공격하는 작전을 구상하였다. 이에 대비해 슬로베니아 정부는 SA-7 그라일 대공 미사일과 독일제 아름브루스트 대전차 미사일 등 해외로부터 경미사일을 대량으로 은밀히 사들였다. 이런 상황에서는 유고 인민군의 압도적인 화력을 극복하기 매우 어려웠기 때문에 전면전보다는 기습 및 지연 전술을 채택하였다.

## 충돌

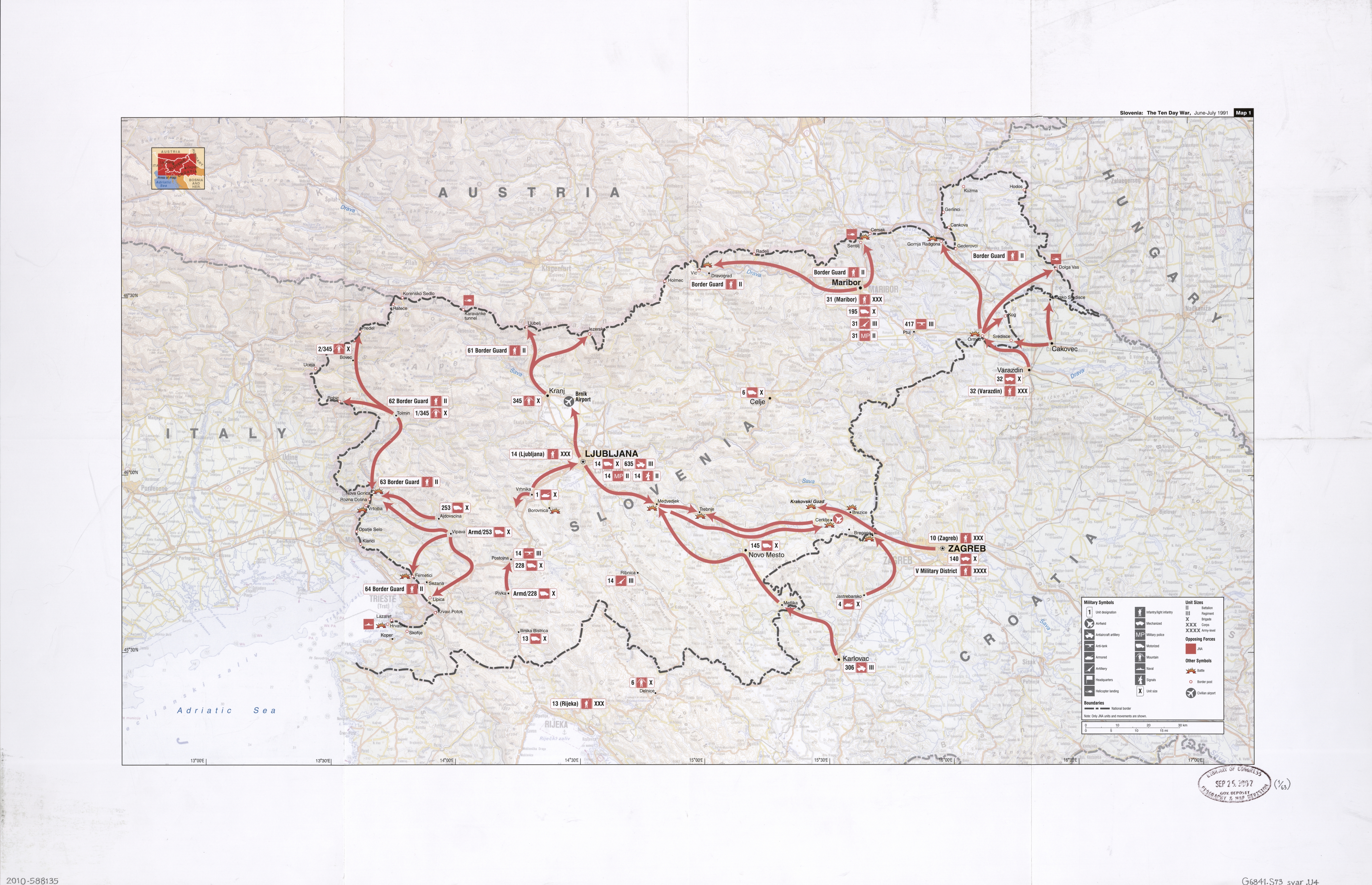
10일 전쟁에서 유고 인민군의 작전 지도.

슬로베니아와 크로아티아는 1991년 6월 25일에 독립에 관한 법률을 통과하였다. 슬로베니아는 예상되는 충돌에서 조기에 우위를 점하기 위해 독립일을 앞당겼다. 슬로베니아 정부는 독립 선언 당일이나 그 직후 유고슬라비아군이 무력 대응을 할 것이라고 예상하였다. 슬로베니아는 비밀리에 날짜를 24시간 앞당겨 6월 26일을 이동일로 정했던 유고슬라비아 정부에 혼란을 주었다.
유고슬라비아군은 슬로베니아의 독립에 강력히 반대했지만 슬로베니아에 어떻게 행동할 지에 대해서는 내부에서 논란이 많았다. 유고 인민군의 참모총장인 중장 블라고예 아지치는 슬로베니아 정부를 무너뜨리고 공화국 내에 "건전한 세력"을 들어서게 하는 대규모 군사 작전을 펼치기를 주장하였다. 반면 그의 정치적 상관인 유고 국방장관 벨코 카디예비치는 보다 신중하게 본질적으로 슬로베니아가 독립 선언을 철회하도록 설득하는 무력시위로 나아가야 한다고 주장하였다. 일련의 논쟁 끝에 카디예비치의 노선이 선택되었다.
슬로베니아를 향한 무력 시위 결정에 유고슬라비아 내의 민정 세력이 얼마나 많은 영향을 끼쳤는지는 불분명하다. 연방행정회의 최고의장(대부분의 국가의 국무총리에 해당)인 안테 마르코비치는 연방정부가 유고군의 결정을 보고받지 못했다고 말했다.

### 1991년 6월 26일
6월 26일 아침, 유고슬라비아 인민군 13군단 부대는 크로아티아의 리예카의 주둔지를 떠나 이탈리아와 슬로베니아 사이의 국경으로 이동하였다. 유고 인민군의 이동은 지역 슬로베니아인들의 저항으로 나타나 슬로베니아 내에서는 자발적으로 바리케이드를 세워 길을 막거나 시위를 여는 등으로 인민군의 기동을 봉쇄하였다. 이 때까진 전투가 벌어지진 않았으며 양측 모두 되도록이면 비공식적으로 선제발포하지 않는다는 정책을 가진 것으로 추정되었다.
이 때 슬로베니아 정부는 이미 공화국의 주요 국경초소와 류블랴나 공항(당시 이름 브르니크 공항)을 점령하기 위한 작전 계획을 실행에 옮겼다. 국경 초소를 방어하는 인원들은 대개 전부 슬로베니아인이였기 때문에 별다른 전투 없이 유니폼과 휘장을 바꾸는 정도에서 바로 슬로베니아의 점령 하에 넘어갔다. 야네즈 얀사는 이 일을 "주권의 가장 중요한 핵심인 국경-관세-영공 통제를 확실하게 장악하기 위해" 착수한 것이라고 말했다. 국경초소 점령은 또 중요한 실제적인 효과가 있었다. 당시 양국 입출경은 중요한 세입원이었다. 게다가 국경 장악을 통해 슬로베니아는 유고 인민군의 예상 공격 위치에서 방어선을 세울 수 있었다. 이는 유고 인민군이 선제공격을 해야만 한다는 의미였다. 실제로 6월 27일 디바차에서 한 유고 인민군 장교가 최초로 발포를 하였다.

### 6월 27일

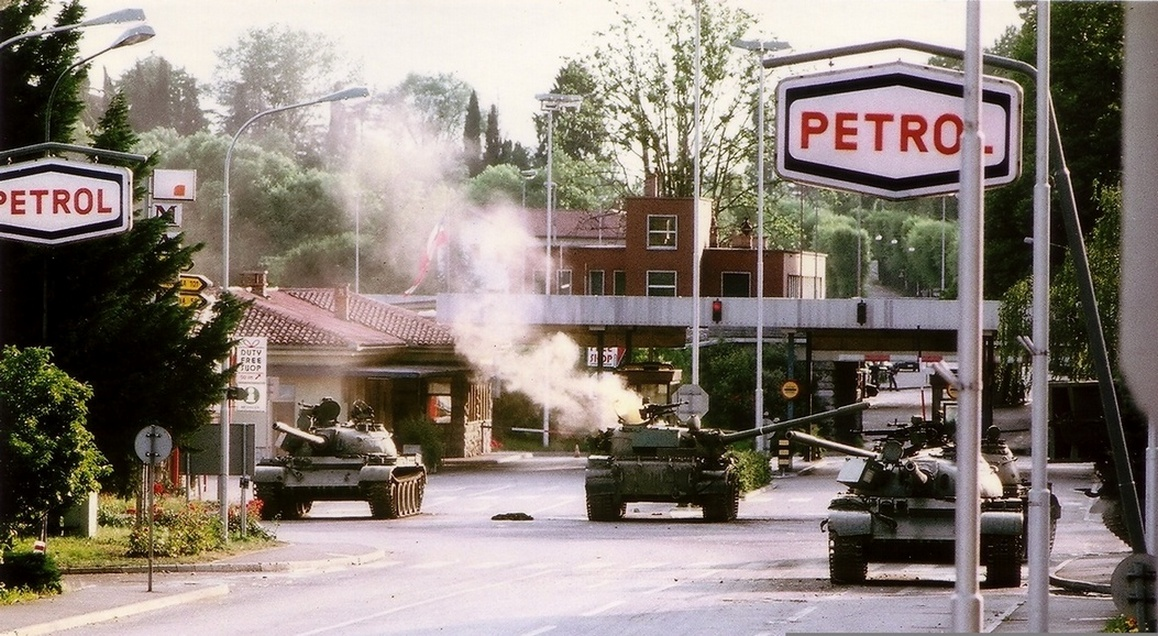
로주나돌리나의 유고슬라비아-이탈리아 국경 초소에서 유고슬라비아군의 T-55 전차가 슬로베니아군의 대전차 미사일에 격파된 모습.

6월 26일 유고슬라비아의 야간 비상 각의가 끝난 후, 곧바로 6월 27일 새벽부터 유고 인민군의 추가 병력이 파견되었다. 크로아티아 카를로바츠에 본부가 있는 유고 인민군 제306대공연대가 슬로베니아 국경 마을인 메틀리카에서 슬로베니아 국경을 넘었다. 수 시간 후에는 브르흐니카예 기지를 둔 유고 인민군 제1기갑여단의 일부 전차 및 장갑차가 부대를 떠나 슬로베니아의 수도 류블랴나 인근의 브르니크 공항을 향해 출발하였다. 수 시간 후 장갑차 부대가 도착해 시설을 장악하였다. 유고 인민군은 연방군이었기 때문에 관례적으로 슬로베니아를 포함한 연방 공화국 곳곳에 부대가 배치되었다. 동쪽에서는 유고 인민군이 마리보르에서 출발하여 인근의 국경 건널목인 셴틸과 서쪽의 드라보그라드를 향해 진군하였다. 유고슬라비아 공군은 전단지 공수 투하로 슬로베니아 각지에 "우리는 평화와 협력을 추구한다!", "모든 저항은 진압될 것이다"라는 내용의 전단지를 투하하였다.
6월 27일 새벽 슬로베니아 지도부는 유고 인민군의 움직임을 전달받았다. 슬로베니아를 포함한 제5군구 군 지도부는 슬로베니아의 대통령 밀란 쿠찬과 전화 접촉을 갖고 군의 임무는 어디까지나 국경 및 공항을 점령하는 것에 한정되어 있다고 답하였다. 슬로베니아 대통령직 회의가 급하게 열려 쿠찬과 기타 대통령직 인원들은 무장 저항을 하기로 결의하였다.
슬로베니아 정부는 유고 인민군 특수부대가 헬리콥터를 이용하여 여러 전략적 장소에 부대를 수송할 것이라는 경고를 들었다. 자그레브에 있는 유고 인민군 제5군구 사령부는 슬로베니아로부터 만일 헬리콥터 사용을 계속할 경우 격추될 수도 있다는 경고를 받았다. 유고 인민군 지도부는 슬로베니아가 싸우기보다는 무를 것이라고 생각하며 이 경고를 무시하였다. 하지만 이 결정은 심각한 계산착오였다. 6월 27일 오후, 슬로베니아 영토방위군은 JNA의 SA-7 미사일로 헬기 두 대를 격추하였고, 그 중 1기는 류블랴나 로주나돌리나의 에로스페티아르 가젤 헬기를 격추시킨 것으로 격추로 탑승자들이 사망하였다(사망자 중 한 명인 토니 므를라크는 조종사로 슬로베니아인이었다). 슬로베니아 영토방위군은 여러 곳의 유고 인민군 막사 주변에 자리를 잡은 후 포위하였으며 슬로베니아 전역의 유고 인민군에 대한 일련의 공격을 시작하였다. 브르니크에서는 슬로베니아 영토방위군이 공항을 점거하고 있던 유고 인민군을 공격하였고, 트르진에서는 전투로 유고 인민군 병사 4명과 영토방위군 병사 1명(에드바르트 페페르코)이 사망하였으며 남은 유고 인민군이 항복하였다. 영토방위군은 페스니차, 오르모시, 코세제 마을의 유고 인민군 전차 대열 공격도 시작하였다. 크로아티아 바라주딘에서부터 진격하던 유고 인민군 제32기계화여단 전차 대열은 슬로베니아의 오르모시 마을에서 바리케이드를 뚫지 못하고 봉쇄당했다.
여러 혼란과 전투가 있었으나 유고 인민군은 수많은 군사 작전을 계획한 대로 성공하였다. 6월 27일 한밤중까지 이탈리아와의 모든 국경 건널목, 오스트리아 국경과의 3개 건널목, 슬로베니아와 크로아티아 사이 수 개 국경을 제외한 모든 국경 건널목을 점령하였다. 하지만 유고 인민군의 상당수 부대는 슬로베니아 전역에서 공격에 취약한 채로 방치되어 있었다. 한편 당시 한국 정부는 류블랴나에 체류 중인 상사원 27명과 유학생 1명 등 28명의 교민을 안전지대로 대피시키도록 지시하였다.

### 6월 28일
6월 27에서 28일로 넘어가는 밤, 슬로베니아 영토방위군은 유고 인민군에 대한 총공격 개시 명령을 받았다. 슬로베니아 국방부는 다음과 같이 명령하였다.
슬로베니아 육군(영토방위군을 의미)이 전술적으로 우위를 지니고 있는 모든 곳에서 적 부대 및 시설에 대한 공격을 개시한다. 적군은 항복할 것이고, 가능한 한 모든 무기를 동원하여 최대한 빠르게 항복시켜야 한다. 전투 도중 민간인 대피와 보호에 필요한 모든 조치도 이루어질 것이다.
전투는 하루 종일 벌어졌다. 전날 페스니카에서 공격을 받았던 유고 인민군 전차 대열은 오스트리아 국경에서 수 km 떨어진 슈트리호베츠 마을에서 슬로베니아의 트럭으로 만든 즉석 바리케이드로 가로막혔고 다시 슬로베니아 영토방위군 및 경찰의 공격을 받았다. 유고슬라비아 공군은 슈트리호베츠에서 유고 인민군 지원을 위해 2차례 공습을 하여 트럭 운전사 4명이 사망하였다. 슬로베니아 중부에 있는 메드베디에크에서는 또 다른 유고 인민군 전차 대열이 트럭 바리케이드에 막히고 공격을 받았으며 이 와중 공습으로 트럭 운전사 6명이 사망하였다. 이탈리아 국경에 접해 있는 노바고리차에서는 격렬한 전투가 벌여져 슬로베니아 특수부대가 아름부르스트 대전차 미사일 2발과 보병 총탄 700여발을 발포하였다. 슬로베니아군은 유고 인민군의 T-55 전차 2대를 파괴하고 전차 3대를 노획하였으며 추가로 공병 장비 차량 BTS-1 1대를 노획하였다. 이 전투로 유고 인민군 병사 3명이 사망하고 16명이 부상을 입었으며, 전차 대열의 지휘관을 포함한 98명의 병사가 항복하였다. 많은 부상자들이 국경을 넘어 이탈리아 고리치아의 병원에 입원하였다. 일부 소식통은 이 전투가 전쟁의 향방을 결정한 전투라고 보도하였다.
홀메츠의 국경 건널목은 슬로베니아 영토방위군이 점령했다. 전투로 슬로베니아군 병사 2명과 유고 인민군 병사 3명이 사망하였으며 유고 인민군 91명이 포로로 잡혔다. 부코비에의 부코비에 멘션에 있는 유고 인민군 막사는 슬로베니아 영토방위군에게 공격받았으며, 보로브니차의 유고 인민군 무기고가 함락되어 슬로베니아 영토방위군은 유고 인민군의 무기로 무장하였다. 한편 유고슬라비아 공군이 슬로베니아 전역에 공습을 감행해 브르니크 공항에서는 공습으로 오스트리아 및 독일 출신 기자 2명, 니콜라스 포겔과 노르베르트 베르너가 사망하였고 아드리아 항공의 여객기 4기가 파괴되었다. 그 외에도 유고슬라비아 공군은 코체프슈카레카에 있는 슬로베니아 영토방위군 사령부와 크림산, 쿰산, 스페타게라, 나노스고원의 라디오 및 텔레비전 송신소를 공격하여 슬로베니아 정부의 방송을 막고자 했다.
날이 저물 무렵 유고 인민군은 여전히 많은 지역을 점령하고 있었으나 점령지를 급격히 잃고 있었다. 또한 유고 인민군은 소속 슬로베니아 병사가 탈영하거나 소속을 완전히 바꾸어 공격하는 등 탈영 문제가 일어나기 시작했으며 지상군 및 베오그라드의 지휘부 모두 다음에 슬로베니아에서 무엇을 해야 할 지 제대로 알고 있지 못했다.

### 6월 29일
전쟁 발발 이후 유럽 공동체(EC)는 외교적으로 위기를 끝내기 위해 노력하였다. 유럽 공동체 외무장관 3명은 6월 28일에서 29일 사이 밤 자그레브에서 슬로베니아 및 유고슬라비아 정부 대표단을 만나 3개월간의 휴전안에 합의하였으나 실제로 휴전 협정이 이뤄지지는 않았다. 이 날 아침 슬로베니아는 군사적으로 여러 중요한 승리를 거두었다. 브르니크 인근 류블랴나 공항의 유고 인민군 부대가 밤새 공항을 포위한 슬로베니아 영토방위군 부대에게 항복하였다. 북쪽에서는 슈트리호베츠 인근 유고 인민군 전차 여러대가 노획되어 슬로베니아 영토방위군 전차중대로 재편성되었다. 유고 인민군 특수부대는 흐르바티니에서 해상 상륙 작전을 시도하였으나 슬로베니아군의 매복 공격으로 격퇴당했다. 솀페테르브르토이바와 셴틸 지역의 국경 건널목을 점령하고 있던 유고 인민군도 노획한 연방군의 무기와 전차로 무장하여 강력해진 슬로베니아 영토방위군의 공격을 받고 격퇴되었다.
유고 인민군은 슬로베니아에게 최후통첩을 보내 6월 30일 오전 9시까지 적대행위를 즉각 중단할 것을 요구하였다. 슬로베니아 의회는 슬로베니아의 독립을 위태롭게 하지 않는 선에서 위기의 평화로운 해결을 촉구하는 결의안을 통과시키며 유고 인민군의 최후통첩을 거부하였다.

### 6월 30일
이날 여러 곳에서 교전이 이어졌다. 슬로베니아군은 오스트리아와의 국경에 있는 알프스산맥의 카라반크스 도로 터널를 점령하였으며 노바고리차 인근에서 유고 인민군 전차 9대를 노획하였다. 드라보그라트의 장교 16명 포함 400여명의 병력에 여러 장비로 무장한 수비군이 항복하였으며 톨민과 보베츠의 주둔군도 슬로베니아에게 항복하였다. 주둔군에게 노획한 무기는 빠르게 슬로베니아군으로 넘어가 무장이 강화되었다.

### 7월 1일
류블랴나 남쪽의 노바바스구에서 슬로베니아 영토방위군이 유고 인민군 시설을 점령하는 등 교전이 계속 이어졌다. 치르니우르흐에 있는 유고 인민군 탄약고에 화재가 일어나 대규모 폭발로 마을 대부분이 파괴되었다. 하지만 그 외 슬로베니아군은 페초우니크, 부코우줄라크, 잘로슈카고리차 등의 화약고를 점령하고 탄약, 폭발물 등이 적재된 트럭 70대를 포획하는 데 성공하였다.
유고 인민군 제306경방공포병연대는 메드베디에크의 노출된 지역에서 후퇴하여 크라코보숲 크로아티아와의 경계 근처로 이동하였다. 크르슈코 마을 근처에서 길이 바리케이드로 막히고 슬로베니아군에 포위되었으나 구호 병력을 기다리며 항복을 거부하였다.
그 사이 유고 인민군 지도부는 작전의 전체적인 방향을 바꾸러 시도하였다. 유고슬라비아의 국방장관인 벨코 카디예비치는 연방내각에 유고 인민군의 최초 계획인 슬로베니아 국경선을 장악한다는 최초의 작전이 실패했으며, 슬로베니아에 대한 전면적인 침공과 군정 시행에 대한 예비 계획을 시행해야 할 때라고 건의하였다. 하지만 당시 세르비아인 보리사브 요비치가 대통령 의장으로 있던 유고슬라비아 대통령직은 작전 승인을 거부하였다. 유고 인민군의 참모총장인 장군 블라고예 아지치는 연방 대통령직의 거부 결정에 격분하며 "[슬로베니아인들이] 모든 수단을 동원해 우리를 공격하는 동안 연방 기관이라는 곳은 협상을 요구하면서 [우리를] 계속 방해하고 있다"라고 말했다.

### 7월 2일
7월 2일에는 당시 슬로베니아 내에서 가장 치열했던 전투들이 일어났다. 돔잘레 라디오 송신소는 UTC 10시 37분(현지 시각 11시 37분) 유고 인민군의 MiG-21기 2기의 공습으로 큰 피해를 입었다. 하지만 유고 인민군은 이날 하루에만 작전 수행에 여러 차질이 빚어졌다. 크라코보숲의 유고 인민군 호송대는 슬로베니아 영토방위군의 지속적인 공격으로 결국 항복하였다. 또한 유고 인민군 제4기갑여단 부대는 크로아티아 야스트레바르스코에서 진격을 시작하였으나 슬로베니아 국경 인근의 브레가나에서 격퇴당했다. 슬로베니아 영토방위군은 셴틸, 고르냐라드고나, 페르네티치, 고리안스코 등의 국경 초소를 공격하여 유고 인민군을 제압하고 다수의 부대를 포로로 잡았다. 드라보그라트에서는 오후에서 밤까지 유고 인민군과 슬로베니아 영토방위군 사이의 전투가 이어졌고, 슬로베니아 전역의 유고 인민군 시설이 슬로베니아군에게 점령당했다.
밤 9시 경, 슬로베니아 대통령직 측은 일방적으로 휴전을 발표하였다. 하지만 유고 인민군 지도부 측에서는 "통제권을 다시 장악"하고 슬로베니아 저항 세력을 격파하겠다며 휴전을 거부하였다.

### 7월 3일
유고 인민군의 대형 장갑차 호송대가 7월 3일 아침 베오그라드에서 공식적으로는 슬로베니아를 향해 출발하였다. 하지만 슬로베니아로 도착하진 않았는데 공식적인 발표에서는 기계적 고장으로 도착하지 못했다고 하였다.
슬로베니아에서는 고르냐라드고나 국경 초소로 향하던 유고 인민군 구호대가 라덴치 인근에서 저지당하는 등 전투가 계속되었다. 코크 국경초소의 유고 인민군도 슬로베니아 영토방위군에게 공격받았다. 저녁 들어서 유고 인민군은 휴전과 막사로의 철수에 동의하였다. 이와는 별개로 라덴치에서 멀지 않은 흐라스티에모타 마을에서 유고 인민군 소속 밀 Mi-8 헬리콥터가 기계적 문제로 지상으로 긴급 착륙하는 사건이 일어났다. 헬리콥터는 슬로베니아군이 압류하였으나 슬로베니아의 신 공군에겐 적합하지 않은 것으로 판단하여 8월 13일 베오그라드로 반환되었다.

### 7월 4일 - 6일
슬로베니아가 유고슬라비아 연방 정부의 최후 통첩을 거의 다 받아들이며 휴전이 발효되여 양측은 교전을 중지하였다. 슬로베니아군은 자국의 모든 국경 초소를 점령하였으며, 유고 인민군 부대는 평화적으로 막사로 모두 철수한 후 국경을 건너 크로아티아로 넘어가는 것이 허용되었다.

### 7월 7일 이후

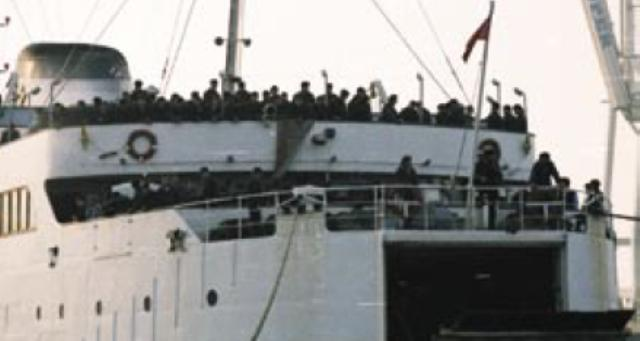
코프라항에서 마지막 유고 인민군 부대가 배를 타고 철수하고 있다.

10일 전쟁은 공식적으로 크로아티아의 브리유니에서 체결된 브리유니 협정으로 종료되었다. 이 협정으로 슬로베니아 및 크로아티아의 독립이 승인되었다. 협정은 슬로베니아에게 매우 유리한 조건으로, 슬로베니아와 크로아티아는 사실상 독립에 영향이 없이 독립 선언만 3개월 연기하기로 합의하였으며 슬로베니아 경찰과 영토방위군 등 군사가 슬로베니아 자국 내 주권 세력으로 인정받았다.
협정 내용 준수를 위해 유고슬라비아 정부는 10월 말까지를 기한으로 모든 유고슬라비아 인민군 부대가 슬로베니아 영토에서 철수하기를 합의하였다. 슬로베니아 정부는 철수 협상 당시 자국의 조건에 따라 철수하여야 한다고 주장하였는데, 이에 따라 유고 인민군은 중화기와 장비를 들고 철수할 수 없었으며, 슬로베니아는 이것들을 전부 노획하여 지역 곳곳의 자국군을 무장시켜주거나 타 유고슬라비아 공화국에 판매하였다. 철수는 협정 체결 10일 이후부터 시작되어 10월 26일 모든 유고 인민군 병력이 철수하였다.

## 사상자 및 손실
전쟁 기간이 짧았고 전투도 저강도로 펼쳐저서 사상자는 많지 않았다. 슬로베니아 추산에 따르면 유고 인민군 44명이 사망하고 부상자 146명이 발생하였으며, 슬로베니아군은 19명이 사망하고 182명의 부상자가 발생하였다. 또한 10일 전쟁 기간 외국인 12명이 사망했는데 주로 저널리스트 및 전선에 투입되었던 불가리아인 트럭 운전사였다. 유고 인민군 병사 4,692명 및 연방경찰 252명이 슬로베니아 측의 포로가 되었다. 유고 인민군의 전후 평가에서는 물적 손실로 전차 31대, 병력 수송 장갑차 22대, 헬기 6기, 보병 구기 6,787개, 포 87문, 방공무기 124문 등의 피해가 있었다. 전투가 산발적이고 단기적이었기 때문에 물적 손해도 크지 않았다.

## 홀메츠 사건
오스트리아 국경 인근의 홀메츠 국경초소에서 오스트리아의 공영 방송국인 ORF가 슬로베니아 영토방위군이 일으킨 것으로 추정되는 전쟁 범죄 혐의 영상을 촬영하였다. 영상에서는 유고 인민군 수 명이 항복하려는 듯한 의도로 흰 시트를 들고 두 손을 들고 서 있거나 천천히 걷는 듯한 모습이 보인다. 얼마 지나지 않아 총소리와 함께 병사들이 쓰러지거나 땅으로 엎드린 듯한 장면이 나왔다. 총소리가 어디에서 나는지, 정확히 이후 어떻게 되었는지는 영상에서 전혀 나오지 않는다. 슬로베니아 정부에서는 유고 인민군 병사들이 은엄폐를 위해 뛰어든 것으로 총에 맞은 것은 아니며, 이 문제는 수 년 전에 철저히 조사된 것이라고 발표하였다. 하지만 2006년 세르비아의 텔레비전 방송국인 B92에서 홀메츠 영상이 다시 방송된 후 수많은 논쟁이 일어나 많은 사람들이 슬로베니아 영토방위군의 사격으로 유고 인민군 병사들이 사망한 것이며 슬로베니아가 이 사건을 은폐하려 한다고 주장하였다.
영상에서 나온 유고 인민군 병사들이 어떻게 되었는지는 논란이 일고 있다. 분쟁 15년 후 나온 한 보고서에서는 이 군인들이 아직도 살아있다고 주장한다. 다른 보고서에서는 조란 예시치, 고란 말레티치, 안토니오 시무노비치 등 3명의 병사 이름을 들면서 홀메츠 사건 당시 살해당한 병사들의 이름이라고 주장한다.

## 전쟁의 전략적 측면
슬로베니아군은 대체로 수 개월 전에 고안된 군사 전략에 따라 행동하였으며 상세한 언론 관리 계획 등과 통합하여 움직였다. 전쟁 발발 당시 정보부 장관이었던 옐코 카친을 수장으로 하는 국제 미디어 센터가 설립되어 슬로베니아의 입장을 세계에 알리는 역할을 하였다. 슬로베니아 정부와 언론은 서유럽 사람들에게 슬로베니아의 충돌을 신흥 민주주의 국가와 독재 공산주의 국가 사이 "다윗과 골리앗"의 싸움이라고 대대적으로 홍보하였으며, 유고슬라비아 전차 대열이 마치 2년 전 1989년 톈안먼 사건 당시 전차들을 떠오르게 만들었다. 이런 언론 보도를 통해 국제적으로 슬로베니아의 독립에 대한 동정심과 우호적인 보도를 이끌어 내었다.
슬로베니아군이 유고슬라비아 인민군에 비해서 사기가 높다는 이점도 있었다. 많은 유고슬라비아 군인들은 공격받을 때까지 연습이 아닌 실제 군사 작전에 참여하고 있다는 사실을 인지하지 못했다. 장교단은 세르브인과 몬테네그로인으로만 구성되어 있었으며 많은 경우 유고슬라비아 단결 이념에 동조하였다. 하지만 사병들은 징집병으로 이들 중 다수는 슬로베니아와 싸워야만 한다는 의욕이 없었다. 1990년 슬로베니아에서 활동하는 제5군구 병사들은 알바니아인 30%, 크로아트인 20%, 세르브인과 몬테네그로인 15-20%, 보스니아인 10%, 슬로벤인 8% 순이었다.
슬로베니아 내에서 세르브계 소수민족의 비율이 월등히 낮은 것을 감안할 때 슬로보단 밀로셰비치의 세르비아 정부가 슬로베니아의 독립에 특별히 신경쓰지 않을 것이라는 점도 슬로베니아가 인지하고 있었다. 6월 30일 국방장관 카디예비치는 예상 외로 심한 슬로베니아의 저항을 뚫기 위해 유고슬라비아 연방 대통령직에 슬로베니아에 대한 대규모 공격을 제안하였다. 하지만 대통령직의 세르비아 대표 보리사브 요비치는 세르비아가 슬로베니아에 대한 추가 군사 행동을 지지하지 않겠다고 하면서 군에 큰 충격을 주었다. 이 시점에서 세르비아는 크로아티아 문제에 더 신경을 썼으며 슬로베니아의 전쟁이 미처 끝나기 전에 유고 인민군 부대는 크로아티아의 임박한 전쟁을 준비하기 위해 병력을 재배치하고 있었다.

## 전쟁의 결과
슬로베니아는 전쟁의 승리로 유고슬라비아로부터 독립을 완전히 지켜냈다. 1992년 1월 15일 모든 유럽 공동체 회원국이 슬로베니아의 독립을 승인하였으며, 5월 22일에는 유엔 회원국으로 가입하였다.
슬로베니아의 전쟁은 유고슬라비아 측에서 일련의 큰 변화를 가져왔다. 유고슬라비아 인민군에게서 슬로벤인과 크로아트인이 전부 나가면서 인민군은 전적으로 세르브인과 몬테네그로인의 군대가 되었다. 슬로베니아와 이후 크로아티아에서 유고 인민군의 부진한 활동과 덧붙여 결정적으로 유럽 공동체 옵저버 헬리콥터 격추 사건까지 합쳐져 1992년 1월 카디예비치는 연방 국방장관직에서 사임하였고, 아다치 총리는 얼마 지나지 않아 반강제로 퇴진하였다.
슬로베니아 및 크로아티아 정부는 유럽 연합 집행위원회로부터 분쟁 완화를 위해 3개월 간 독립 선언을 동결할 것을 요구받았으며 양국은 독립 일시 동결에 동의하였다. 슬로베니아는 이 3개월을 이용하여 여러 기관을 통합하고 가장 시급한 경제 개혁 중 일부를 통과시키며 슬로베니아의 국제적 인정을 준비하였다.

## 같이 보기
- 건국기념일 (슬로베니아)
- 슬로베니아 공화국 자유 훈장

## 참고 문헌
- Allcock, John B. et al. Conflict in the Former Yugoslavia. ABC-CLIO, Denver, 1998
- Gow, James & Carmichael, Cathie. Slovenia and the Slovenes. C. Hurst, London, 1999
- Gow, James. The Serbian Project and its Adversaries. C. Hurst, London, 2003
- The War in Croatia and Bosnia-Herzegovina, 1991–1995, ed. Branka Magaš and Ivo Žanić. Frank Cass, London, 2001
- Svajncer, Brigadier Janez J. "War for Slovenia 1991", Slovenska vojska, May 2001.
- Glaurdić, Josip (2011). 《The Hour of Europe: Western Powers and the Breakup of Yugoslavia》. New Haven, Connecticut: Yale University Press. ISBN 978-0-300-16629-3.
- Woodward, Susan L. (1995). 《Balkan Tragedy: Chaos and Dissolution After the Cold War》. Washington, D.C.: Brookings Institution Press. ISBN 9780815795131.